# CMT (Australie)
Pour les articles homonymes, voir CMT (homonymie).
Country Music Television (CMT) anciennement Country Music Channel (CMC) est une chaine de télévision musicale australienne du câble et du satellite appartenant à Paramount Networks UK & Australia. Elle est diffusée sur Foxtel et Austar. CMT est la seule chaine musicale consacrée à la musique country en Australie.

## Histoire
De 2004 à juin 2020, elle était connue sous le nom de Country Music Channel et appartenait à Foxtel Networks . Foxtel a cessé les opérations de ce réseau (ainsi que les chaînes sœurs [V] , MAX et Foxtel Smooth) fin juin 2020 dans le cadre d'un accord à long terme avec Paramount Global pour programmer de nouveaux réseaux musicaux sur sa plate-forme. La chaîne est maintenant une version localisée de la télévision américaine de musique country et diffuse des vidéos de musique country 24 heures sur 24 depuis l'Australie et dans le monde.

## Programmation

### CMC (2020-2020)
- The CMC Top 30 Countdown
- Spotlight, Collection de clips vidéo d'un artiste.
- 30 Best, Themed countdown.
- Headline Country
- The Wilkinsons (série télévisée)
- Tuckerville
- PBR Built Ford Tough Series
- Rollin' With..., un profil d'artiste présenté par Steve Forde.
- Gone Country (série télévisée)
- Ty Murray's Celebrity Bull Riding Challenge
- CMT Crossroads

## Événement live
CMC coproduit un festival de musique sur deux jours ; CMC Rocks the Snowys. En 2008, le festival a accueilli Sugarland, Gary Allan, et Patty Griffin.  En 2009, Corb Lund and the Hurtin' Albertans, Steve Forde, Captain Flange, Taylor Swift, Joe Nichols, Old Crow Medicine Show, John Williamson, et Deana Carter.